# Porte Haute (Gdańsk)
Pour les articles homonymes, voir Porte Haute.

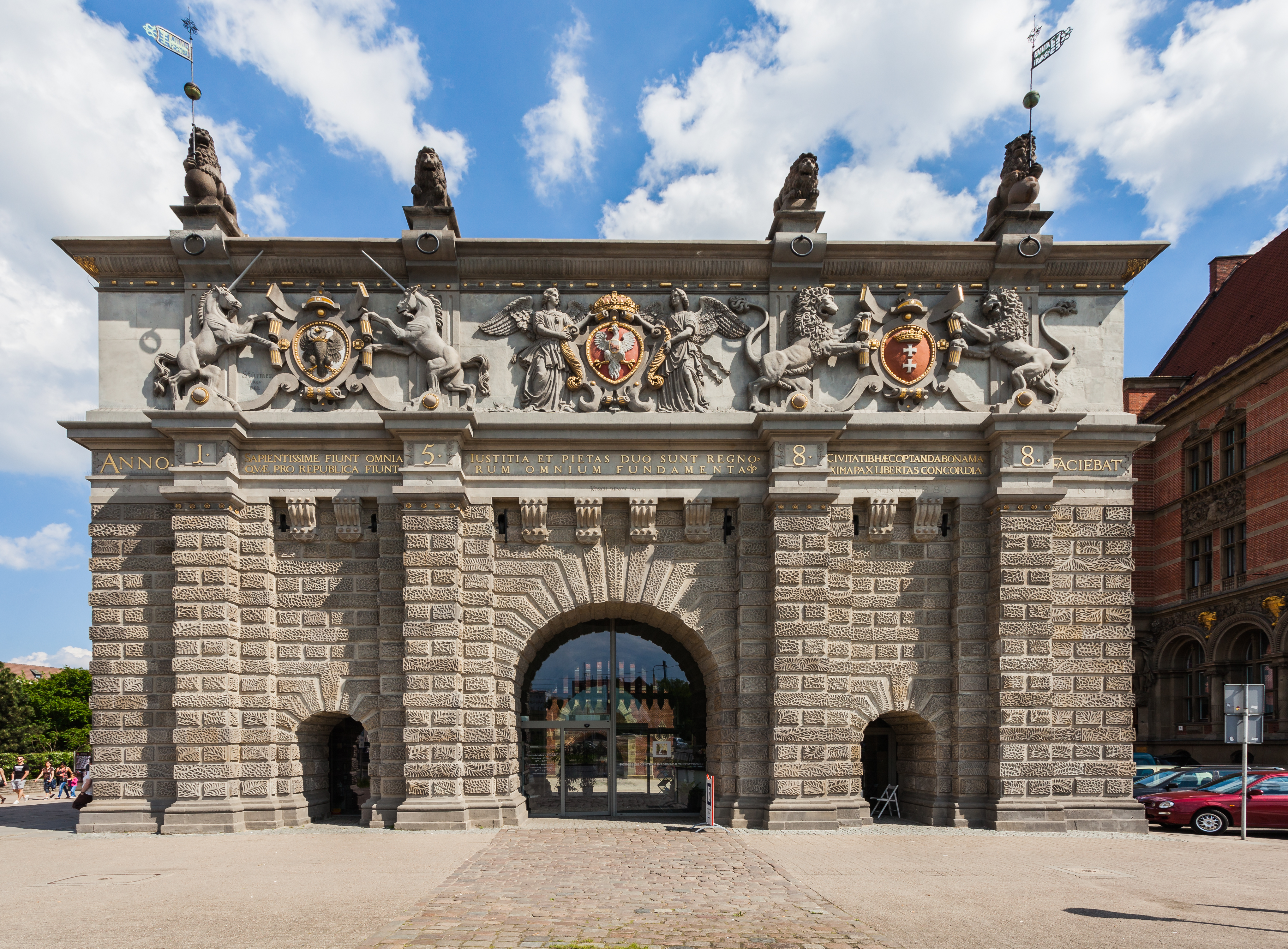
La porte haute - façade ouest

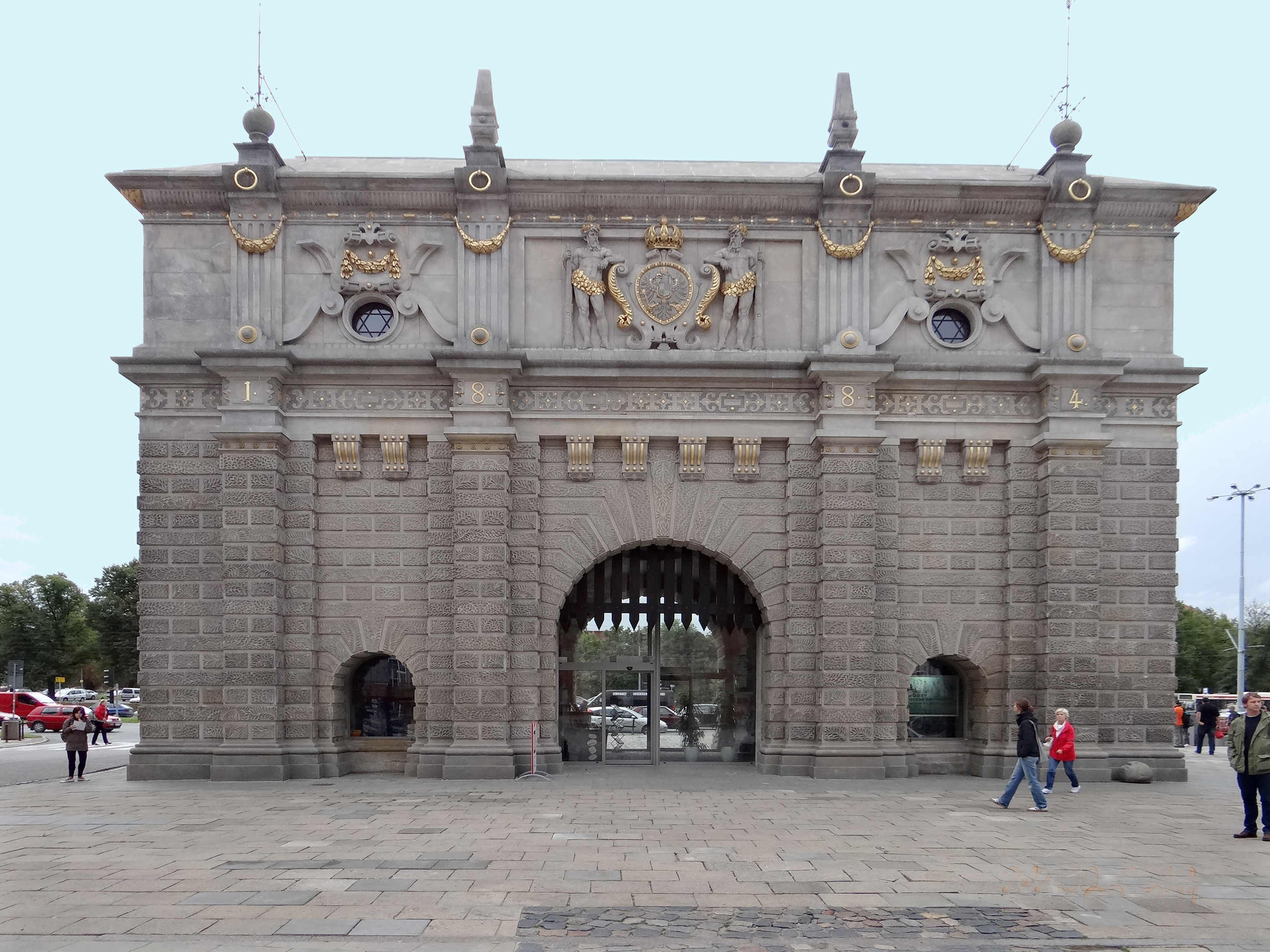
Façade Est

La Porte Haute (en polonais Brama Wyżynna) est une porte de ville de Gdańsk.

## Histoire

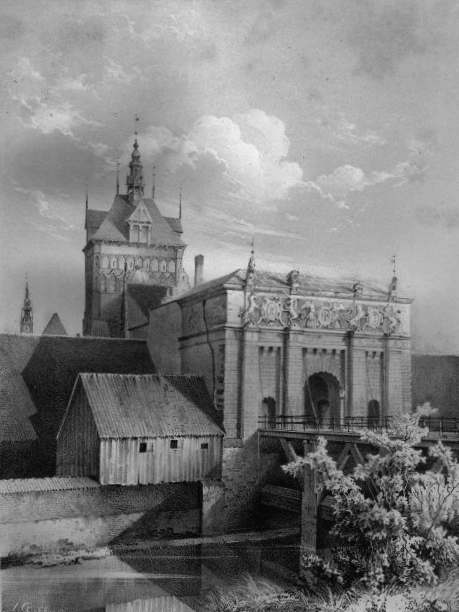
La Porte Haute 1855 (dessin de Julius Greth)

Le projet a été approuvé par les conseillers de Gdańsk en 1586. La porte est restée presque inchangée pendant 290 ans. En 1861, les façades sont rénovées. En 1878, l'intérieur de la porte a été démolie pour élargir le passage. En 1884, les parties des murs en briques encore à l'état brut sont recouvertes de dalles de pierre en bossage. La porte a survécu aux événements de la guerre en 1945 presque sans dommage.
La porte est considérée comme l'œuvre de Willem van den Blocke (jusqu'en 1588). Certaines sources donnent la porte à Hans Kramer (de) (1574-1576), seules les façades en pierre sont donc de Willem van den Blocke. Cependant, des recherches récentes ont prouvé que cette hypothèse est fausse. Kramer n'a créé que la porte intérieure en brique simple et sans fioritures, qui a été démolie en 1878. Avant cela, Willem van den Blocke a créé une grande porte en pierre comme bâtiment extérieur.

## Architecture
Le style rappelle les portes de la ville d'Anvers (Sint-Jorispoort 1543-1545, Kipdorppoort 1550), qui ont été construites dans le style italien. Il y avait trois passages voûtés dans la porte, dont le milieu servait de passage. Les murs jusqu'à la hauteur de la corniche environnante étaient revêtus de dalles de pierre. L'attique au-dessus était décoré de bas-reliefs. Sous les reliefs se trouvaient les armoiries : au milieu les armoiries de l'Union polono-lituanienne, à droite les armoiries de Dantzig, à gauche de la Prusse royale. Les armoiries de l'Empire allemand ont été apposées sur la façade est en 1884.
Des inscriptions en latin figurent sur la porte : 
- Sapientissime fiunt quæ pro Republica fiunt - "La chose la plus sensée à faire est tout ce qui sert le bien de la République"
- Iustitia et Pietas duo sunt Regnorum omnium Fundamenta - "La justice et la piété sont les fondements de tous les royaumes"
- Civitatib.(Nous) hæc optanda bona maxime Pax Libertas et Concordia - "Les biens les plus désirables pour les États sont la paix, la liberté et l'unité"

## Littérature
- Maria Bogucka : Das alten Danzig, Koehler et Amelang, Leipzig 1987,  (ISBN 3-7338-0033-8)
- F. Krzysiak, Brama Wyżynna w Gdańsku, Rocznik Gdański, volume 57, 1997, n° 1, pp. 197-212.